# Global Navigation System
 (mai 2009).
Si vous disposez d'ouvrages ou d'articles de référence ou si vous connaissez des sites web de qualité traitant du thème abordé ici, merci de compléter l'article en donnant les références utiles à sa vérifiabilité et en les liant à la section « Notes et références ».
Pour les articles homonymes, voir GNS.
Global Navigation System ou GNS est une exposition collective qui a eu lieu au Palais de Tokyo, du 5 juin au 7 septembre 2003.

## Principe de l'exposition
Dans le collectif GNS, les artistes contemporains s'intéressent à la cartographie et vont être appelés « géoartistes ». Ils vont essayer de donner une image plus humaine aux cartes, dont les formes classiques ne peuvent retranscrire tout le réel des phénomènes sociaux. 
Nicolas Bourriaud, commissaire de cette exposition, l'explique ainsi : 
« Ce que l’on pourrait désigner sous le nom d’art topocritique part du fait que la représentation de l’espace humain ne va plus de soi, que les images du monde ne suffisent plus à en décrire la réalité. La topocritique est un art du montage. Montage d’informations dans les installations-enquêtes, montage de formes picturales, montage de significations par le sous-titrage ou l’exégèse des images, montage des genres et des disciplines. »
À cette occasion, 25 artistes et collectifs sont exposés : Franz Ackermann, Bureau d'études, Nathan Carter, Wim Delvoye, Dominique Gonzalez-Foerster, Thomas Hirschhorn, Laura Horelli, Pierre Huyghe, Pierre Joseph, Jakob Kolding, Matthieu Laurette, Mark Lombardi, Julie Mehretu, John Menick, Aleksandra Mir, Ocean earth, Henrik Olesen, Kirsten Pieroth, Marjetica Potrc, Matthew Ritchie, Pia Ronicke, Sean Snyder, Stalker, Simon Starling, etc.
Livre de l'exposition
GNS, Palais de Tokyo site de création contemporaine, éditions Cercle d'art